# Ludwikowice Kłodzkie
Ludwikowice Kłodzkie (niem. Ludwigsdorf) – wieś w Polsce, położona w województwie dolnośląskim, w powiecie kłodzkim, w gminie Nowa Ruda, nad rzeką Włodzicą.

## Położenie
Ludwikowice Kłodzkie to duża wieś łańcuchowa o długości około 3,3 km, leżąca na granicy Wzgórz Włodzickich i Wzgórz Wyrębińskich, wzdłuż rzeki Włodzicy, na wysokości około 430–480 m n.p.m.

## Podział administracyjny
| SIMC    | Nazwa       | Rodzaj     |
| ------- | ----------- | ---------- |
| 0854334 | Borek       | osada      |
| 0854340 | Dalków      | przysiółek |
| 0854357 | Drzazgi     | przysiółek |
| 0854363 | Grzymków    | przysiółek |
| 0854370 | Miłków      | osada      |
| 0854386 | Nowy Miłków | osada      |
| 0854392 | Sowina      | przysiółek |

W latach 1945–1954 siedziba gminy Ludwikowice Kłodzkie. W latach 1954–1972 wieś należała i była siedzibą władz gromady Ludwikowice Kłodzkie. W latach 1975–1998 miejscowość administracyjnie należała do województwa wałbrzyskiego.

## Demografia
Ludwikowice Kłodzkie są jedną z większych wsi w regionie, a czwartą w powiecie kłodzkim (2224 mieszkańców według NSP – III 2011 r.).

## Nazwa
Pierwsza wzmianka o miejscowości w formie Ludwigisdorf pochodzi z 1352 roku. Nazwa była później notowana także w formach Lößdorf (1571), Ludwigsdorff (1743), Losdorf (1747), Ludwigsdorf (1789), Ludwigsdorf vulgo Luschdorf (1845), Ludwigsdorf (1941), Ludwigsdorf – Ludwikowice Kłodzkie, -ic -ich, ludwikowicki (1947).
Nazwa pochodzi od nazwy osobowej Ludwig i form skróconych Los-, Lös- oraz Lusch- z członem -dorf ‘wieś’. Po objęciu miasta przez polską administrację w 1945 roku urzędowo ustalono polską nazwę Ludwikowice Kłodzkie, która nawiązywała znaczeniowo do nazwy niemieckiej.

## Historia
Podczas wykopalisk na terenie wsi znaleziono monety rzymskie datowane na II w. n.e. Pierwsza historyczna wzmianka o osadnictwie pochodzi z 1352 roku. Rozwój wsi był dość wolny, ale sukcesywny. Ożywienie nastąpiło w XVIII wieku za sprawą rozwoju tkactwa i rozpoczęcia wydobycia węgla. W XIX wieku podstawę utrzymania mieszkańców było górnictwo. Pod koniec XIX wieku w miejscowości powstała elektrownia i kilka zakładów przemysłowych. W 1880 roku zbudowano linię kolejową, co przyczyniło się do dalszego rozwoju wsi.
9 lipca 1930 w tutejszej kopalni Wenceslaus w dzielnicy Miłków nastąpił katastrofalny wyrzut dwutlenku węgla, w wyniku którego zginęło 151 górników.
W czasach Polski Ludowej pracowały tu zakłady jedwabnicze, młynarskie, fabryka okuć budowlanych i fabryk płyt pilśniowych.
Ludwikowice Kłodzkie były nazywane „Małą Palestyną”. W sierpniu 1945 roku mieszkało tutaj 466 Żydów, którzy utworzyli Komitet Żydowski, jeden z pierwszych na ziemi kłodzkiej, działający w strukturach CKŻP. Istniała również Żydowska Kongregacja Wyznaniowa, działała partia Ichud.

### Filia Groß-Rosen
Podczas II wojny światowej hitlerowcy urządzili we wsi filię obozu koncentracyjnego Groß-Rosen dla Polaków pochodzenia żydowskiego, których zatrudniano w tutejszej fabryce amunicji (Dynamit Nobel AG) i przy budowie kompleksu Riese.

### Wojskowy Batalion Górniczy
Na terenie kopalni w dniu 21 lutego 1953 został założony 30 Wojskowy Batalion Górniczy (JW 3686), rozformowany w dniu 20 lipca 1958 roku. Kierowano do niego mężczyzn (młodych poborowych), których uznawano za przeciwników politycznych, niebezpiecznych dla wprowadzanego siłą ustroju komunistycznego w Polsce – w szczególności byłych członków organizacji niepodległościowych i antykomunistycznych (m.in. Armia Krajowa, Narodowe Siły Zbrojne itp.), synów przedwojennej inteligencji i tzw. kułaków. Służba ta miała charakter pracy przymusowej.

## Komunikacja
W miejscowości znajduje się przystanek kolejowy Ludwikowice Kłodzkie. Ponadto przez miejscowość przechodzi linia autobusowa Ludwikowice Kłodzkie – Kłodzko obsługiwana przez prywatnego przewoźnika „Beskid Przewozy”.

## Zabytki
Według rejestru zabytków Narodowego Instytutu Dziedzictwa na listę zabytków wpisane są obiekty:
- kościół św. Michała Archanioła w Ludwikowicach Kłodzkich - barokowy z lat 1707–1708, siedziba parafii św. Michała Archanioła. W późniejszych latach był wielokrotnie przebudowywany. Wewnątrz późnogotycka rzeźba Madonny i kamienna chrzcielnica z epoki renesansu.
- kościół ewangelicki pw. Błogosławieństwa Pańskiego, z lat 1929–1930. Wyróżnia się kamienną wieżą. W latach powojennych mieściła się w nim stolarnia. Obecnie Muzeum Ziemi Sowiogórskiej.
- willa z apteką, ul. Główna 21, z 1904 roku.

inne zabytki:
- zabudowania dawnego młyna z połowy XIX wieku[4],
- wiadukt kolejowy z końca XIX wieku, na linii kolejowej Wałbrzych – Kłodzko, przebiegający nad drogą do Jugowa[4],
- ruiny poniemieckiej chłodni kominowej z 1945 roku[4].

## Szlaki turystyczne
W Ludwikowicach Kłodzkich rozpoczynają się dwa znakowane szlaki turystyczne:
- Ludwikowice Kłodzkie (stacja kolejowa) – Ludwikowice Kłodzkie – Pardelówka – Włodzicka Góra – Rozdroże pod Włodzicką Górą,
- na Przełęcz Kozie Siodło,
- przez Jugów na Przełęcz Jugowską.